# Fentonina punctum
Fentonina punctum är en fjärilsart som beskrevs av M.Gaede 1928. Fentonina punctum ingår i släktet Fentonina och familjen tandspinnare. Inga underarter finns listade i Catalogue of Life.